# Antti-Jussi Juntunen
Antti-Jussi Juntunen (Vantaa, 26 aprile 1999) è un ciclista su strada, ciclocrossista e mountain biker finlandese che corre per il Ferei Quick-Panda Podium Mongolia Team.

## Palmarès

### Strada
- 2016 (Juniores, una vittoria)

Campionati finlandesi, Prova a cronometro Junior
- 2019 (Dilettanti, una vittoria)

Campionati finlandesi, Prova in linea Under-23
- 2020 (Tartu 2024-Balticchaincycling.com, due vittorie)

Campionati finlandesi, Prova in linea Under-23
Campionati finlandesi, Prova in linea Elite
- 2021 (Ampler Development Team, due vittorie)

Campionati finlandesi, Prova in linea Under-23
4ª tappa Dookoła Mazowsza (Kozienice > Kozienice)
- 2023 (ABLOC CT, due vittorie)

Rosendahl GP - Maantie Cup 3
Campionati finlandesi, Prova in linea Elite

#### Altri successi
- 2021 (Ampler Development Team)

Classifica giovani Tour of Estonia
- 2023 (Abloc CT)

Classifica scalatori Sibiu Cycling Tour
Helsinki Velotour Race - Maanti Cup 7
1ª tappa Red Bull Tour of Vikings (Kuressaare > Kihelkonna)

### Cross
- 2020-2021

Campionati finlandesi, Elite
- 2021-2022

Campionati finlandesi, Elite

### Mountain bike
- 2015

Campionati finlandesi, Cross country Junior
- 2016

Campionati finlandesi, Cross country Junior

### Gravel
- 2023

Nordic & Finnish Championship Gravel

## Piazzamenti

### Competizioni mondiali
- Campionati del mondo su strada

Bergen 2017 - In linea Junior: 106º
Fiandre 2021 - In linea Under-23: 31º

### Competizioni europee
- Campionati europei su strada

Plumelec 2016 - In linea Junior: 111º
Herning 2017 - In linea Junior: 26º
Zlín 2018 - In linea Under-23: 56º
Alkmaar 2019 - Cronometro Under-23: 43º
Alkmaar 2019 - In linea Under-23: ritirato
Trento 2021 - In linea Under-23: 31º
- Campionati europei di ciclocross

Huijbergen 2015 - Junior: 33º
- Campionati europei gravel

Belgio 2023 - Elite: 21º
- Campionati europei di mountain bike

Huskvarna 2016 - Cross country Junior: 37º